# Squier
Squier és una marca derivada de la Fender Musical Instruments Company. Produeix principalment instruments musicals derivats de la línia de productes de Fender, solament que a preus més econòmics.

## Història
Fender (anomenat CBS Musical Instruments), va adquirir en els anys 50 en Estats Units una marca que fabricava cordes, posant-li precisament, el nom Squier. El nom es va mantenir desconegut durant molts anys.
Al començament dels 80, certs problemes van fer veure a Fender la necessitat de tenir una segona marca. Hi havia moltes marques que venien a baix preu, als EUA no es podia produir a preus tan baixos, i companyies com Tokai Guitars estava tapant les vendes de Fender a Europa.
Per tant, el nom Squier va ser reestructurat al començament dels 80, per distingir una sèrie de produccions clàssiques (Squier JV Sèries). Es van fer reproduccions eslaves dels models clàssics de Fender dels anys 50 i 60. Aviat va sortir una altra sèrie (SQ sèries, dita així pel prefix del nombre de sèrie), aquesta vegada amb reproduccions de models clàssics dels 70.
Squier va començar a produir (i produeix), els seus propis models; encara que, és clar, la seva producció principal segueix sent de models de Fender, però a valors reduïts.